# Castelsardo
Castelsardo ((Predloga:Lang-sdc; kastelansko Calteddu; sardsko Casteddu Sardu) je mesto in občina na Sardiniji v Italiji, ki leži na severozahodnem delu otoka v pokrajini Sassari, na vzhodnem koncu zaliva Asinara. Je ena od I Borghi più belli d'Italia ('Najlepše vasi Italije').

## Zgodovina
Arheološka izkopavanja so pokazala prisotnost človeka na območju Castelsarda že od prednuraških in nuraških časov, pa tudi med rimsko prevlado na Sardiniji.
Po padcu Zahodnega rimskega cesarstva so v bližini ustanovili samostan Nostra Signora di Tergu, sedanje mesto pa izvira iz gradu, ki ga je tu leta 1102 (ali 1270) zgradila rodbina Doria iz Genove. Grad in vas, ki se je postopoma oblikovala okoli njega, kjer je bil sedež fevda Doria na otoku, imenovanem Castel Doria ali Castelgenovese, dokler ga v 15. stoletju (1448) niso osvojili Aragonci in ga poimenovali Castillo Aragonés (Aragonski grad). Z izjemo arhipelaga Maddalena je bilo zadnje mesto na otoku, ki se je pridružilo Kraljevini Sardiniji.
Castelsardo, je bil del Savojskega kraljestva Sardinije, pridobljenega z voljo kralja Karla Emanuela III.

## Glavne znamenitosti
- Slonova skala, eden od simbolov Sardinije. V Slonovo skalo lahko vstopite brez pooblastila in vstop je prost
- Megalitsko obzidje iz časov pred nuraško civilizacijo
- Nuragi Paddaju in drugi
- Grad Doria (1102), višina gradu je 114 metrov
- Sostolnica, poimenovana opatu sv. Antonu. V kriptah je muzej Maestro di Castelsardo;
- Cerkev sv. Marije z lesenim črnim Kristusom
- Palača Doria
- Palača La Loggia, mestna hiša od leta 1111
- Palača Eleonore Arborejske, zelo znane osebe na Sardiniji
- Morske stene

- Pogled na Castelsardo
- Pogled na pristanišče z utrdbe
- Grad
- Campanile stolnice
- Stolnica
- Podoba Device Marije v stolnici (mojster iz Castelsarda)
- Cerkev Nostra Signora di Tergu (sat. Nostra Signora di Zèrigu)
- Slonova skala